# Дуле
Дуле (словен. Dule) — поселення в общині Рибниця, регіон Південно-Східна Словенія, Словенія.